# هجوم دریا
هجوم دریا (به فرانسوی: L'Invasion de la mer) رمانی ماجراجویانه نوشته ژول ورن نویسنده فرانسوی است. این رمان در سال ۱۹۰۵ منتشر گردید و آخرین رمانی از ژول ورن بود که در دوران حیاتش منتشر می‌شد.
این کتاب، ماجرای گروهی از مهندسان فرانسوی را بازگو می‌کند که قصد دارند با حفر یک کانال از طریق دریای مدیترانه، یک دریای داخلی در صحرای آفریقا ایجاد کنند و شمال آفریقا را به یک منطقه تجاری تبدیل کنند.

## شرح داستان
گروهی از مهندسان فرانسوی به همراه اسکورت نظامی خود در پی عملی‌سازی یک پروژهٔ ناتمام قرن نوزدهمی در شمال آفریقا هستند. آن‌ها قصد دارند با توجه به فرورفتگی‌هایی که در مسیر دریای مدیترانه به صحرای آفریقا وجود دارد، با حفر یک کانال آب دریای مدیترانه را به سمت صحرای آفریقا سرازیر کنند و در آن بیابان برهوت یک «دریای داخلی» برای مصارف تجاری و نظامی ایجاد کنند. آن‌ها عقیده داشتند با انجام چنین پروژه‌ای، تحولی اساسی در کشاورزی به وجود خواهد آمد و دریاچه‌های شور منطقه که به صورت باتلاق درآمده بودند، در اثر آب شیرینی که به سوی آن‌ها سرازیر خواهد شد، قابل بهره‌برداری خواهند شد. همچنین راه‌های زمینی و دریایی احداث می‌شوند و راه عبور کاروان‌ها امن تر خواهد شد.
در این میان، «طوارق‌های صحرانشین مجبور شده بودند به خاطر احداث این کانال به مناطق شرقی‌ترِ صحرا کوچ کنند. قبایل طوارق که با ایجاد این دریای جدید، زندگی بیابانی خود را در خطر می‌بینند، با طرح‌های فرانسوی‌ها برای منطقه‌شان مخالفت می‌کنند. آنان به رهبری جوانی شجاع به نام «حجار» به درگیری با نظامیان فرانسوی می‌پردازند. لشکرکشی‌های فرانسوی‌ها علیه حجار و سایر آزادیخواهان همواره با شکست روبه رو می‌شد تا اینکه سرانجام سروان «هاردیگان» موفق به دستگیری حجار می‌شود. فرانسویان پس از محکوم کردن او تصمیم به اجرای حکم و اعدام می‌گیرند. اما حجار تنها نیست و «احمد»، «سحار» و دیگر دوستانش با نقشه‌ای زیرکانه می‌خواهند او را از این مهلکه نجات دهند ... .